# Кросс, Яан
Я́ан Кросс (эст. Jaan Kross; 19 февраля 1920, Таллин — 27 декабря 2007, там же) — эстонский и советский писатель. Заслуженный писатель Эстонской ССР (1971). Народный писатель Эстонской ССР (1985).

## Биография
Отец работал мастером в литейном цехе, позднее главным механиком на заводе «Ильмарине» в Таллине, мать была домохозяйкой. Родители воплощали свою жажду образования в единственном сыне. Яан с детства занимался русским, немецким и французским языками с частными учителями. Выпускник гимназии Якова Вестхольма. В 1938 году поступил на юридический факультет Тартуского университета. Во время Второй мировой войны Кросс работал военным переводчиком и избежал призыва в Германскую армию. 21 апреля 1944 года по подозрению в националистических политических мероприятиях арестован полицией безопасности Рейхскомиссариата Остланд и содержался в Центральной тюрьме Таллинна в течение пяти месяцев. В 1945 году, после того, как Красная Армия вновь заняла Эстонию, Кросс сбежал из тюрьмы.
В 1945 году после окончания юридического факультета Тартуского университета продолжил работу в университете в качестве преподавателя. Он был доцентом кафедры международного права.
В январе 1946 года арестован НКВД. После приговора в Батарейной тюрьме был этапирован в Константиноградскую[уточнить] тюрьму в Ленинграде. Начало срока отбывал в отделении Севжелдорлага в Княжпогосте. Затем 1948 году переведён в особый лагерь Минлаг в Инте в Коми АССР. В ссылке работал на кирпичном заводе в Красноярском крае. За это время он написал большую часть своих стихотворений, которые смог опубликовать только позже, по возвращении в Эстонию.
Возвратился в Эстонию в 1954 году. Летом следующего года его стихи стали печатать в эстонских газетах. Они получили признание критиков, и в 1958 году был выпущен его первый сборник поэзии. Кросс был принят в Союз писателей Эстонской ССР. В течение нескольких лет он занимался переводом (в том числе перевёл на эстонский «Приключения Алисы в стране чудес»), а также опубликовал пять сборников стихов.
Автор сборников стихов «Каменные скрипки» (1964), «Песни на баке» (1966), «Чудесные дела творит дождь» (1969), «Поток и трезубец» (1971).
В 1970 году вышел в свет его первый исторический роман «Четыре монолога по поводу святого Георгия» (Neli monoloogi Püha Jüri asjus), который был награждён литературной премией Фридеберта Тугласа. В 1971 году Кросс был избран президентом Союза писателей Эстонской ССР, в 1976 и 1981 годах избирался секретарем Союза. В 1970-м, 1972-м, 1977-м и 1980-м годах выходит в свет его роман-хроника из четырёх частей «Три поветрия», другой перевод названия на русский язык — «Три чумы») о пасторе Балтазаре Руссове.
В 1978 году был выпущен один из лучших его исторических романов, «Императорский безумец» о событиях XIX века, где читатель мог ощутить параллели человеческих отношений с властью Советского Союза. Главный герой романа — полковник Тимофей фон Бок, находившийся в заключении в Шлиссельбурге и Петропавловской крепости, а в последние годы жизни объявленный сумасшедшим за письмо Александру I с резкой критикой его царствования. В более поздних романах доминируют автобиографические элементы. В 1984 году вышел в свет роман «Уход профессора Мартенса» о знаменитом учёном, дипломате, профессоре международного права Фёдоре Мартенсе.
В своих произведениях Кросс на историческом опыте (его творчество отличалось повышенным вниманием к достоверности фактов) размышлял о соотношении ригоризма и компромиссов, идеализма и практицизма, стремясь к тому, чтобы не судить, а понять своих героев, их сложный внутренний мир. Один из его героев, генерал Иван Михельсон, бросает вызов дворянскому собранию, пригласив на торжественную церемонию своего причисления в эстляндское рыцарство престарелых родителей-крестьян — но он же и добивается наибольших успехов в подавлении крестьянского восстания Емельяна Пугачёва в России («Имматрикуляция Михельсона»). Профессор Мартенс, используя заслуженный научный авторитет, «подыгрывает» своей стране в сложных вопросах международного права, даже ценой противоречий с ранее высказанными взглядами — и в то же время в своих трудах последовательно отстаивает принцип цивилизованности, расходящийся с внутриполитической практикой российского правительства («Уход профессора Мартенса»). Издатель Янсен выпускает эстонскую газету, закладывая основы национальной периодической печати — и при этом получает тайные субсидии от немецкого дворянства в обмен на корректировку курса своей газеты. А его сын, бескомпромиссно отвергая такую позицию отца в юности, активно защищает его в годы собственной старости («Час на стуле, который вращается»).
Перевёл на эстонский язык сочинения Г. Гейне, Б. Брехта, И. Р. Бехера, Ф. Шиллера, А. С. Грибоедова и других.
После восстановления Эстонией независимости Кросс занялся политикой, и в свои 72 года (с 1992 по 1993) он был членом парламента Эстонии.
Он умер в Таллине 27 декабря 2007 года. Похоронен на кладбище Рахумяэ.

## Премии и награды
Был номинирован на Нобелевскую премию по литературе не менее 5 раз.
Лауреат литературной премия им. Ю. Смуула (1971), литературной премии Фридеберта Тугласа, государственной премии Эстонской ССР (1977), литературной премии Amnesty International (1990), государственных премий по культуре Эстонской республики (1994, 1999, 2006), премии Балтийской ассамблеи по литературе (1999), культурной премии за жизненные достижения в области литературы (2006).
Народный писатель Эстонской ССР (1985).
Награждён советским орденом «Знак Почёта» (18.02.1980), эстонским орденом Государственного герба 1-й степени (1996), Крестом за заслуги (Венгрия, 1993), Большим Крестом за заслуги (ФРГ, 1995), Крест Эстонской Республики (2006), орденом Почётного легиона (Франция).
Почётный доктор Тартуского университета (1989), почётный доктор Хельсинкского университета (1990), профессор искусств Тартуского университета (1998).
Награждён знаком «Герб Таллина» (1998).
Вошёл в составленный в 1999 году по результатам письменного и онлайн-голосования список 100 великих деятелей Эстонии XX века.

## Семья
В 1940–1949 годы состоял в браке с Хельгой Педусаар. Брак распался из-за политического давления после ареста Кросса, но именно Хельга Педусаар была основным корреспондентом Яан во время заключения, а потом тщательно хранила его письма долгие годы. В 1952—1958 годы был женат на Хельге Роос, с которой имел дочь Кристийну (род. 1955), взявшую фамилию Росс и ставшую известным эстонским лингвистом. В 1958 году женился на детской поэтессе и писательнице Эллен Нийт, в браке с которой родились дети Маарья (род. 1959, фамилия по мужу — Ундуск), Ээрик-Нийлес (род. 1967), консультант по вопросам национальной безопасности, предприниматель, публицист, в прошлом — дипломат, советник президента Эстонии, завотделом во временном правительстве Ирака в годы американской оккупации, и Мяртен (род. 1970), эстонский девелопер недвижимости, кинопродюсер и фотограф.

## Известные адреса
- Таллин, улица Харью, д. 1 (Дом писателей)

## Сочинения
- Kolme katku vahel (Три поветрия, части 1-4, 1970—1980)
- Neli monoloogi Püha Jüri asjus (Четыре монолога по поводу Святого Георгия 1970)
- Michelsoni immatrikuleerimine (Имматрикуляция Михельсона, 1971)
- Pöördtoolitund (Час на стуле, который вращается, 1972)
- Klio silma all (Under Clio’s Gaze, 1972)
- Mardileib (Мартов Хлеб, 1973, на русском — 1974)
- Kolmandad mäed (The Third Range of Hills, 1974)
- Keisri hull (Императорский безумец, 1978, французская Премия за лучшую иностранную книгу за 1990)
- Rakvere romaan (Раквереский роман, 1982)
- Professor Martensi ärasõit (Уход профессора Мартенса, 1984)
- Vastutuulelaev (Sailing Against the Wind, 1987)
- Wikmani poisid (Гимназисты Викмана, 1988)
- Silmade avamise päev (The Conspiracy and Other Stories, 1988)
- Väljakaevamised (Excavations, 1990)
- Tabamatus (Elusiveness, 1992)
- Mesmeri ring (Mesmer’s Circle, 1995)
- Paigallend (Полёт на месте, 1998)
- Tahtamaa (2001)
- Paigallend (Treading Air, 2002)
- Kallid kaasteelised (Dear Co-travellers, 2003)
- Omaeluloolisus ja alltekst (Autobiographism and Subtext, 2003)
- Vandenõu (The Conspiracy and other stories)

## Экранизации
- 1970 — Между тремя поветриями / Kolme katku vahel — в основе сюжета третья часть одноимённого романа
- 1995 — Гимназисты Викмана / Wikmani poisidа — по одноимённому роману